# Lana Marconi
Lana Marconi (nume la naștere: Ecaterina Ileana Marcovici; n. 8 septembrie 1917, București, România – d. 8 decembrie 1990, Neuilly-sur-Seine, Île-de-France, Franța) a fost o actriță franceză de origine română, și cea de-a cincea și ultima soție a celebrului actor-regizor-dramaturg  francez Sacha Guitry⁠(d) (1885-1957), cu care s-a căsătorit în 1949. Ea a apărut exclusiv în filmele  soțului ei.

## Biografie
Lana Marconi, născută în România, a sosit la Paris cu mama ei în 1922. După studii, a mers în cercurile artistice și a întâlnit-o pe Arletty, care i l-a prezentat pe Sacha Guitry. În mai 1945, ea și-a împărțit viața cu Guitry, cu care s-a căsătorit în Paris pe 25 noiembrie 1949. El a spus: „Celelalte mi-au fost soții, tu vei fi văduva mea” și „Aceste mâini frumoase îmi vor închide ochii și vor deschide sertarele mele”. Au rămas căsătoriți până la moartea lui Guitry, pe 24 iulie 1957. În această perioadă, Lana Marconi a avut o aventură lungă cu Frede, regizoarea cabaretului Le Carroll. Frede a devenit prietena lui Guitry. „Practic, am trăit cu Sacha timp de patru ani”, a spus Frede în 1974.
A jucat în șapte piese de Guitry și a jucat în douăsprezece filme. Guitry este singurul regizor cu care a lucrat.
Lana Marconi este îngropată în cimitirul Montmartre din Paris, alături de Sacha, Jean și Lucien Guitry.

## Filmografie
Toate filmele sunt regizate de Sacha Guitry:
- 1948 : Le Comédien : Catherine Maillard
- 1948 : Le Diable boiteux : Catherine Grand, princesse de Talleyrand-Périgord
- 1949 : Aux deux colombes : Marea-ducesă Christine
- 1949 : Toâ : Anna Ecaterina
- 1950 : Le Trésor de Cantenac : Virginie Lacassagne
- 1951 : Tu m'as sauvé la vie : Marchiza de Pralognan
- 1951 : Deburau : Marie Duplessis
- 1952 : Je l'ai été trois fois : Thérèse Verdier
- 1953 : La Vie d'un honnête homme : o prostituată, supranumită « Contesa »
- 1954 : Si Versailles m'était conté : Maria Antoaneta / Nicole Legay
- 1955 : Napoléon : Maria Walewska
- 1956 : Si Paris nous était conté : Maria Antoaneta

## Teatru
- 1948 : Le Diable boiteux pusă în scenă de Sacha Guitry, théâtre Édouard VII
- 1948 în teatru : Aux deux colombes de Sacha Guitry, théâtre des Variétés : Marea ducesă Christine
- 1949 : Toâ de Sacha Guitry, théâtre du Gymnase : Anna Ecaterina
- 1949 : Tu m'as sauvé la vie de Sacha Guitry, théâtre des Variétés
- 1950 : Deburau pusă în scenă de Sacha Guitry, théâtre du Gymnase : Marie Duplessis
- 1951 : Une folie pusă în scenă de Sacha Guitry, théâtre des Variétés : Missia
- 1952 : N'écoutez pas, mesdames ! de Sacha Guitry, pusă în scenă de autor, théâtre des Variétés : Madeleine Bachelet